# I Got Dem Ol' Kozmic Blues Again Mama!
Albums de Janis Joplin
Cheap Thrills
(1968) Pearl
(1971)
Singles
1. Try (Just a Little Bit harder)
Sortie : 1969
2. Maybe
Sortie : 1969
3. Kozmic Blues
Sortie : 1969

I Got Dem Ol' Kozmic Blues Again Mama! est le premier album studio de Janis Joplin après sa séparation avec Big Brother and the Holding Company. Il est sorti le 11 septembre 1969 sur le label Columbia Records en Amérique du Nord et CBS Records en Europe et a été produit par Gabriel Mekler.

## Historique
Cet album été enregistré en à peine dix jours, du 16 au 26 juin 1969, à New York dans les studios de la maison de disques Columbia Records. Il est le seul album de Janis réalisé de son vivant, Pearl fut réalisé trois mois après son décès. Une section de cuivres vient accompagner la plupart des chansons. Janis s'éloigne du rock psychédélique des premiers albums pour revenir à plus de blues et de soul music. Seul, le guitariste Sam Andrew, a suivi Janis Joplin dans sa carrière en solo, après son départ du groupe Big Brother and the Holding Company.
Cet album n'eut pas le même succès que Cheap Thrills mais se classa quand même à la 5e place du Billboard 200 aux États-Unis. En à peine deux mois, I Got Dem Ol' Kozmic Blues Again Mama! devient disque d'or aux États-Unis. Il faudra attendre juillet 2000 pour le voir récompensé par un disque de platine. Au Canada, il se classa à la 4e place des charts du RPM Magazine et obtiendra un disque d'or en 1979. Seuls deux titres, "One Good Man" et "Kozmic Blues" sont des compositions de Janis, tous les autres chansons sont des reprises choisie par Janis et le producteur Gabriel Mekler.
La réédition de 1999 inclut en plus des pistes originales Dear Landlord une chanson de Bob Dylan sur laquelle Janis a écrit de nouvelles paroles, et des versions live de Summertime et Piece of My Heart enregistrées lors du Festival de Woodstock.

## Liste des titres
Face 1
| No | Titre                                | Auteur                     | Durée |
| -- | ------------------------------------ | -------------------------- | ----- |
| 1. | Try (Just a Little Bit Harder)       | Jerry Ragovoy, Chip Taylor | 3:57  |
| 2. | Maybe                                | Richard Barrett            | 3:41  |
| 3. | One Good Man                         | Janis Joplin               | 4:12  |
| 4. | As Good As You've Been to This World | Nick Gravenites            | 5:27  |

Face 2
| No | Titre            | Auteur                       | Durée |
| -- | ---------------- | ---------------------------- | ----- |
| 5. | To Love Somebody | Barry, Robin et Maurice Gibb | 5:14  |
| 6. | Kozmic Blues     | Joplin, Gabriel Mekler       | 4:24  |
| 7. | Little Girl Blue | Lorenz Hart, Richard Rodgers | 3:51  |
| 8. | Work Me, Lord    | Gravenites                   | 6:45  |

| 9.  | Dear Landlord                             | Bob Dylan, Joplin                             | 2:32 |
| 10. | Summertime (Woodstock performance)        | George Gershwin, Ira Gershwin, DuBose Heyward | 5:04 |
| 11. | Piece of My Heart (Woodstock performance) | Jerry Ragovoy, Bert Berns                     | 6:31 |

## Musiciens
- Janis Joplin : chant, guitare
- Sam Andrew : guitares, chœurs
- Michael Monarch : guitare (non crédité)
- Mike Bloomfield : guitare (One Good Man)
- Brad Campbell : basse, cuivres
- Richard Kermode : claviers
- Gabriel Mekler : claviers
- Goldy McJohn : claviers (non crédité)
- Maury Baker : batterie
- Lonnie Castille : batterie
- Jerry Edmonton : Batterie (non crédité)
- Terry Clements : saxophone ténor
- Cornelius "Snooky" Flowers : saxophone baryton, chœurs
- Luis Gasca : trompette

## Charts et certifications

### Album
| Pays       | Durée du classement | Meilleur classement |
| ---------- | ------------------- | ------------------- |
| Canada     | 21 semaines         | 4e                  |
| États-Unis | 28 semaines         | 5e                  |

| Pays       | Certification | Ventes      | Date       |
| ---------- | ------------- | ----------- | ---------- |
| Canada     | Or            | 50 000 +    | 01/05/1979 |
| États-Unis | Platine       | 1 000 000 + | 20/07/2000 |

### Single
| Année | Single       | Chart   | Durée du classement | Position |
| ----- | ------------ | ------- | ------------------- | -------- |
| 1969  | Kozmic Blues | Hot 100 | 9 semaines          | 41e      |
| 2013  | Kozmic Blues | SNEP    | 1 semaines          | 136e     |